# Erastria latimarginata
Erastria latimarginata är en fjärilsart som beskrevs av Warren. Erastria latimarginata ingår i släktet Erastria och familjen mätare. Inga underarter finns listade i Catalogue of Life.